# Peter Pilz

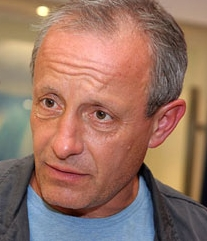
Peter Pilz (2005)

Peter Pilz (Kapfenberg, Stiermarken,  22 januari 1954) is een Oostenrijks politicus. Hij stichtte de Liste Peter Pilz, nadat hij wegging bij Die Grünen - Die Grüne Alternative, waarvan hij mede-oprichter was. 
Peter Pilz was in zijn studententijd lid van de trotskistische Gruppe Revolutionäre Marxisten. Bij de parlementsverkiezingen van 1986 werd hij voor de Grüne Alternative verkozen in de Nationale Raad, het Oostenrijkse 'Lagerhuis'. In 1991 legde hij dat mandaat neer om in de Landdag van Wenen verkozen te worden. Van 1992 tot 1994 was hij ook landelijk woordvoerder van de groene partij. Sinds 1999 zetelde hij weer in het Bondsparlement. 
Naar aanleiding van de nationale verkiezingen van 2017 kreeg hij geen interessante plaats op de lijst en richtte hij zijn eigen partij op, de Liste Peter Pilz. Bij deze verkiezingen haalde zijn vroegere partij net niet de kiesdrempel van 4% en Pilz' eigen lijst net wel.  